# Bonamico (torrente)
Il torrente Buonamico (o Bonamico) è un torrente della Calabria che nasce nel cuore dell'Aspromonte e sfocia nel mare Ionio, dopo aver attraversato il territorio dei comuni di San Luca, Casignana, Bianco e Bovalino.
Il torrente in inverno si ingrossa a causa delle piogge, incutendo alla popolazione locale un timore derivante soprattutto dalle alluvioni che hanno visto il Bonamico protagonista.

## Seconda guerra mondiale

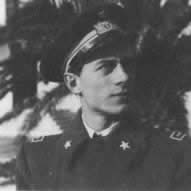
Giuseppe Cenni, il leggendario asso della 2ª Guerra Mondiale, perderà la vita sul torrente Bonamico.

Durante la Seconda guerra mondiale il cielo dell’Aspromonte fu protagonista, il 4 settembre 1943, di uno scontro drammatico tra i piloti italiani della Regia Aeronautica e quelli Alleati e che vide l’epilogo a San Luca. L’armistizio era stato firmato il giorno prima ma fino all’8 settembre non verrà reso noto. I piloti del 5º Stormo Tuffatori, guidati dal giovanissimo e leggendario asso Giuseppe Cenni, dopo aver sganciato il loro carico bellico contro i mezzi Alleati, che stavano invadendo la Calabria, furono intercettati dai velocissimi caccia Spitfire. Il Comandante Cenni, che era solito restare dietro, in copertura dei suoi uomini, fu attaccato da 5 caccia: cercò di trovare scampo a volo radente sull'Aspromonte ma fu sopraffatto dal numero. Il suo Re.2002 si schiantò sul letto del torrente Bonamico nel Comune di San Luca. Cenni aveva solo 28 anni e sul petto una Medaglia d'Oro e 6 d'argento al Valor Militare, Croce di Ferro tedesca di 2ª classe e 2 promozioni per merito di guerra.
I resti del corpo di Cenni verranno raccolti e resteranno sepolti presso il cimitero di San Luca per molti anni fino a quando, circa nel ’48, saranno traslati presso il cimitero di Parma. Dal 1996 un monumento sul lungomare di Reggio Calabria ricorda il sacrificio del Comandante Cenni e quel 4 settembre 1943.

### Periodici
- Carlo Migliavacca, Ricordo di un eroe: il magg. pil. Giuseppe Cenni, in Aeronautica, n. 8-9, Roma, Associazione Arma Aeronautica, 2013. (PDF)